# Rue Vélane
La rue Vélane (en occitan : carrièra de Na Velana) est une voie de Toulouse, chef-lieu de la région Occitanie, dans le Midi de la France.

## Situation et accès

### Description
La rue Vélane est une voie publique. Elle se situe au cœur du quartier Saint-Étienne, dans le secteur 1 - Centre. Elle est longue de 177 mètres. Elle naît perpendiculairement à la rue Perchepinte et suit un cours relativement tortueux, orienté au sud-est. Elle rencontre après 158 mètres la rue Montoulieu-Vélane, à gauche, puis la rue de la Trilhe, à droite. Elle se termine 19 mètres plus loin au carrefour de la rue Escoussières-Montgaillard.
La chaussée compte une voie de circulation automobile en sens unique, de la rue Perchepinte vers la rue Escoussières-Montgaillard. Elle est définie comme une zone de rencontre et la vitesse est limitée à 20 km/h. Il n'existe pas de bande, ni de piste cyclable, quoiqu'elle soit à double-sens cyclable.

### Voies rencontrées
La rue Vélane rencontre les voies suivantes, dans l'ordre des numéros croissants (« g » indique que la rue se situe à gauche, « d » à droite) :
1. Rue Perchepinte
2. Rue Montoulieu-Vélane (g)
3. Rue de la Trilhe (d)
4. Rue Escoussières-Montgaillard

### Transports
La rue Vélane n'est pas directement desservie par les transports en commun Tisséo. Elle se trouve en revanche à proximité des allées Forain-François-Verdier, parcourues par les lignes de Linéo L9 et de bus 29, et des allées Jules-Guesde, par les lignes de bus 4466, tandis que la rue Théodore-Ozenne est également desservie par la navette Ville. La station de métro la plus proche est la station Carmes sur la ligne .
Les stations de vélos en libre-service VélôToulouse les plus proches sont les stations no 45 (10 rue Théodore-Ozenne), no 66 (rue du 8-Mai-1945) et no 67 (35 allées Jules-Guesde).

## Odonymie
La rue Vélane tient son nom d'une dame, du nom de Vélane, qui devait y posséder une maison. Les premières mentions du nom, au XIIIe siècle, la désignent comme la rue de la Croix-de-Dame-Vélane (carraria de Cruce Navellane en latin médiéval, carriera Crotz Na Vellana en occitan médiéval), d'une croix qui se trouvait au carrefour de la rue Perchepinte et marquait la limite du claustrum de Saint-Étienne. Au XVe siècle, on retrouve mention de la rue de Dame-Vélane ou Na-Vélane (na, « dame » en occitan médiéval). À partir du XVIe siècle, le nom de la rue subit des altérations, et on rencontre les appellations de rue d'Avellane, de la Avellane ou encore de Lavellane. Ce n'est qu'au XVIIIe siècle que se fixe l'appellation actuelle.
En 1794, pendant la Révolution française, la rue fut renommée rue Code-Pénal, mais la nouvelle appellation ne subsista pas. Ce texte, le premier Code pénal, fut adopté par l'Assemblée législative, entre le 25 septembre et le 6 octobre 1791. Il resta en vigueur jusqu'en 1810, date à laquelle il fut remplacé par le Code pénal impérial.

## Patrimoine et lieux d'intérêt

### Hôtels particuliers
- no  5 : hôtel de Sacère-Murat.
L'hôtel, de style néo-classique, est construit à partir de 1758 pour Paule Dupouy de Sacère, veuve de Jean-Jérôme de Soleilhavolp de Murat. Il est construit entre cour et jardin, malgré l'étroitesse de la parcelle de seulement 500 m².
La façade sur la rue Vélane est symétrique. Elle se développe sur trois travées et trois niveaux, séparés par des corniches moulurées. La travée centrale, où s'ouvre la porte cochère, est particulièrement mise en valeur : le rez-de-chaussée et le 1er étage, réunis par une arcade voûtée en plein cintre, est traitée en bossage continu et encadrée de pilastres superposés qui soutiennent un fronton triangulaire qui prend place au niveau du 2e étage[2].

- no  10 : hôtel Palis. 
Un hôtel particulier est construit au XVIIe siècle dans le style classique, peut-être pour Pierre Palis, procureur au parlement, ou son fils, Vital Palis, secrétaire du roi à la chancellerie du parlement. 
La façade se développe sur cinq travées et trois niveaux, séparés par des cordons de brique. Le rez-de-chaussée est traité en bossage continu. Il est percé de trois fenêtres à meneau en pierre. La porte cochère, voûtée en plein cintre, a une agrafe sculptée en pointe-de-diamant. Elle donne accès à un passage couvert qui mène à la cour intérieure. Les étages, encadrés par des dosserets en très léger relief, sont éclairés de fenêtres segmentaires. Celles du 1er étage ont des balconnets en pierre dont les garde-corps sont en fer forgé. L'élévation est surmontée par une corniche moulurée[3].

- no  12 : hôtel de Jossé-Decars.  Inscrit MH (1946, balcon central en fer forgé)[4]. 
L'hôtel est construit en 1756 pour Jean-George de Jossé-Decars, chevalier de l'ordre de Saint-Lazare, et son épouse Jeanne Louise François de Palaprat. La façade sur la rue Vélane est d'un style classique caractéristique du milieu du XVIIIe siècle[5].

- no  13 : hôtel de Jossé-Lauvreins.
L'hôtel particulier est construit au XVIIe siècle pour Jean de Jossé-Lauvreins, conseiller au parlement. Il est remanié dans la première moitié du XIXe siècle)[6].

- no  16 : hôtel de Pennautier (ou de Riquet de Bonrepos).  Classé MH (1997)[7].
Un vaste hôtel particulier est élevé entre 1650 et 1654 dans le style classique pour Henri Reich, seigneur de Pennautier, conseiller aux requêtes au parlement et frère de Pierre Louis Reich de Pennautier (1614-1711), financier et protecteur d'Antoine Crozat. L'hôtel est acheté en 1712 par Jean-Mathias de Riquet (1638-1714), président à mortier au parlement, seigneur de Bonrepos et fils de Pierre-Paul Riquet. C'est son fils, Alexandre de Riquet (1709-1791), procureur général au parlement, qui fait remanier l'hôtel au milieu du XVIIIe siècle dans le style Louis XV. Il passe ensuite à sa fille, Gabrielle de Riquet (1744-1809), épouse de Jacques d'Avessens de Saint-Rome. En 1815, l'hôtel est vendu à Joseph de Villèle (1773-1854), maire de Toulouse et président du Conseil des ministres pendant la Restauration.
L'hôtel, à l'angle de la rue de la Trilhe, est organisé entre cour et jardin. Sur la rue Vélane, les deux corps de bâtiments des ailes latérales sont reliées par un mur de clôture couronné d'une corniche moulurée. Au centre, le grand portail, voûté en plein cintre, est surmonté d'une corniche et encadré de deux boute-roue en pierre. Autour de la cour d'honneur, les corps de bâtiments adoptent un plan en U, composé d'un logis central, qui s'élève sur deux niveaux, et de deux ailes latérales, qui s'élèvent sur trois niveaux. Les façades sont percées de hautes fenêtres rectangulaires qui ont des appuis en pierre moulurés. Les élévations sont quadrillées verticalement par des bandeaux qui poursuivent les piédroits des fenêtres et horizontalement par des cordons qui poursuivent l'assise des fenêtres. Le deuxième étage des ailes latérales est éclairée par des oculi. La porte principale est surmontée d'une guirlande et d'une corniche soutenue de petits modillons en pierre.
La façade sur jardin est élevée au XVIIIe siècle pour Alexandre de Riquet. Elle se développe sur trois niveaux, séparés par des cordons, couronnés par une corniche moulurée surmontée d'un attique. La façade se divise en un corps central, large de cinq travées, encadré par deux corps latéraux en légère saillie, larges de deux travées, encadrés de chaînes de bossages et surmontés chacun d'un fronton triangulaire. Les fenêtres sont voûtées d'arcs segmentaires, en anse de panier et en plein cintre. Celles du 1er étage ont des agrafes ornées de feuilles ou de mascarons en pierre représentant les saisons. Elles ont également des garde-corps en fer forgé aux motifs géométriques[8].

### Immeubles
- no  1 : immeuble (XVIIe siècle ; XIXe siècle)[9].
- no  2 : immeuble (XVIIe siècle ; XVIIIe siècle) ; cours privé Saint-Thomas-d'Aquin (1955)[10].

- no  7 : immeuble.
L'immeuble, de style classique, est construit au XVIIIe siècle. Il se compose de plusieurs corps de bâtiments qui s'organisent autour de deux cours, entre la rue Vélane et la rue Neuve (actuel no 6). La façade sur la rue Vélane s'élève sur trois étages. Au rez-de-chaussée, la porte cochère est voûtée en plein cintre. Les étages, séparés par une corniche moulurée, sont de dimensions décroissantes. Les fenêtres sont surmontées d'une corniche et séparées par des tables. Elles ont des garde-corps en fer forgé[11].

- no  17 : immeuble (XVIIIe siècle)[12].

## Personnalités
- Laurent Marqueste (1848-1920) : sculpteur, il est représentatif du néo-classicisme au XIXe siècle et membre du groupe des  « florentins ». Il naît au domicile de ses parents dans l'immeuble de l'actuel no 7[13].
- Joseph de Villèle (1773-1854) : maire de Toulouse et président du Conseil des ministres pendant la Restauration, il achète en 1815 l'hôtel de Pennautier (actuel no 16).